# 薛克忠
薛克忠（1914年—1988年），男，山西洪洞人，中华人民共和国军事人物，中国人民解放军少将，曾任中国人民解放军工程兵副司令员。